# Calpulli
Le « calpulli » (pluriel « calpoltin » ou « calpolmeh »)  est, en Mésoamérique, l'unité de base à la fois territoriale et sociale des Nahuas.
Ce terme signifie littéralement, en nahuatl, « grande maison », c'est-à-dire « maison communale », et se réfère ainsi à un « groupe de maisons », un quartier, une commune. Il a été traduit le plus souvent par « quartier » (« barrio ») chez les chroniqueurs espagnols de l'époque de la conquête et par « clan » chez les auteurs américains modernes.
Les calpulli sont « la cellule essentielle de la tribu [aztèque] pendant la migration et jusqu'à la fondation de Tenochtitlan ». Dans la capitale aztèque, au début du XVIe siècle, chaque calpulli élisait son chef (« calpullec », qui recevait le titre de « tecuhtli ») et répartissait les terres parmi ses membres selon leurs besoins. Chaque calpulli avait un temple ainsi que des « maisons de jeunes gens » (« telpochcalli »), où était dispensé un enseignement militaire et religieux.